# Basilica San Paolo
Basilica San Paolo – stacja na linii B metra rzymskiego. Stacja została otwarta w 1955. Stacja znajduje się w dzielnicy Ostiense blisko bazyliki św. Pawła za Murami. Poprzednią stacją jest Garbatella, a następną Marconi.